# AgustaWestland CH-149 Cormorant
CH-149 Cormorant ("cormorán" en español) es la designación de las Fuerzas Canadienses para el AgustaWestland AW101 (antes EH101), un helicóptero usado para búsqueda y rescate aérea/marina en Canadá.

## Componentes
Estados Unidos

### Electrónica
| Sistema      | País | Fabricante | Notas     |
| ------------ | ---- | ---------- | --------- |
| Red de datos |      |            | ARINC 429 |

### Propulsión
| Sistema | País                      | Fabricante       | Notas    |
| ------- | ------------------------- | ---------------- | -------- |
| Motor   | Bandera de Estados Unidos | General Electric | 3 × T700 |

## Operadores
Canadá
- Fuerzas Canadienses
  - 103 Search and Rescue Squadron
  - 413 Squadron
  - 424 Squadron
  - 442 Squadron

## Especificaciones

### Características generales
- Tripulación: 5 (comandante de la aeronave, oficial primero, ingeniero de vuelo, 2 técnicos SAR)
- Capacidad: 

  - 30 soldados en asientos
  - 45 soldados de pie
  - 16 camillas con médicos
- Longitud: 22,81 m
- Diámetro rotor principal: 18,59 m
- Altura: 6,65 m
- Área circular: 271 m²
- Peso vacío: 10.500 kg
- Peso cargado: 12.000 kg
- Peso máximo al despegue: 14.600 kg
- Planta motriz: 3× turboeje General Electric T700-T6A1.
  - Potencia: 1286 kW (1773 HP; 1749 CV) cada uno.

### Rendimiento
- Velocidad nunca excedida (Vne): 309 km/h (192 MPH; 167 kt)
- Alcance: 1389 km (750 nmi; 863 mi)
- Techo de vuelo: 4575 m (15 010 ft)
- Régimen de ascenso: 10,2 m/s (2008 ft/min)
- Carga del rotor: 53,8 kg/m²
- Potencia/peso: 284,9 W/kg

### Desarrollos relacionados
- AgustaWestland AW101
- VH-71 Kestrel

### Aeronaves similares
- NHI NH90
- Sikorsky S-92

### Secuencias de designación
- Aeronaves de las Fuerzas Canadienses: ← CH-146 • CH-147 • CH-149 →